# Mironcillo (kommun)
Mironcillo är en kommun i Spanien.   Den ligger i provinsen Provincia de Ávila och regionen Kastilien och Leon, i den centrala delen av landet, 100 km väster om huvudstaden Madrid. Antalet invånare är 104. Arean är 15,0 kvadratkilometer.
Terrängen i Mironcillo är kuperad åt sydost, men åt nordväst är den platt.